# Chris Reed
Chris Reed (Kalamazoo, 7 luglio 1989 – Detroit, 14 marzo 2020) è stato un danzatore su ghiaccio giapponese. Nato negli Stati Uniti da padre americano e madre giapponese, nella categoria Novice ha gareggiato per gli Stati Uniti insieme a sua sorella Cathy. Nella categoria senior i pattinatori hanno rappresentato il Giappone, vincendo 1 argento ai Giochi asiatici invernali nel 2011 e 7 ori e 1 argento al Campionato nazionale giapponese. Con la sua seconda partner, Kana Muramoto, ha vinto il bronzo al Campionato dei Quattro continenti nel 2018, un 2º argento ai Giochi asiatici invernali nel 2017 e altri 3 ori al Campionato nazionale. Chris è morto per arresto cardiaco il 14 marzo 2020.

## Palmarès
Con Muramoto
| Internazionali | Internazionali | Internazionali | Internazionali | Internazionali |
| Evento | 2015–16        | 2016–17        | 2017–18        | 2018–19        |
| --- | -------------- | -------------- | -------------- | -------------- |
| Giochi olimpici invernali                                                                                                  |                |                | 15°            |                |
| Campionati mondiali | 15°            | 23°            | 11°            |                |
| Campionati dei Quattro continenti                                                                                          | 7°             | 9°             | 3°             |                |
| GP NHK Trophy | 7°             | R              | 9°             | R              |
| GP Skate America |                | 8°             | 7°             |                |
| CS Nebelhorn Trophy |                |                | 2°             |                |
| CS U.S. Classic |                | 2°             | 3°             |                |
| Giochi asiatici invernali                                                                                                  |                | 2°             |                |                |
| Toruń Cup] | 2°             | 3°             |                |                |
| Nazionali |                |                |                |                |
| Campionati giapponesi | 1°             | 1°             | 1°             |                |
| Eventi a squadre |                |                |                |                |
| Giochi olimpici invernali                                                                                                  |                |                | 5° S 5° P      |                |
| World Team Trophy |                | 1° S 5° P      |                |                |
| R = Ritirati S = Risultato della squadra; P = Risultato personale. Medaglie assegnate solo per il risultato della squadra. |                |                |                |                |

Con Reed per il Giappone
| Internazionali | Internazionali | Internazionali | Internazionali | Internazionali | Internazionali | Internazionali | Internazionali | Internazionali | Internazionali |
| Evento | 2006–07        | 2007–08        | 2008–09        | 2009–10        | 2010–11        | 2011–12        | 2012–13        | 2013–14        | 2014–15        |
| --- | -------------- | -------------- | -------------- | -------------- | -------------- | -------------- | -------------- | -------------- | -------------- |
| Giochi olimpici invernali                                                                                                  |                |                |                | 17°            |                |                |                | 21°            |                |
| Campionati mondiali |                | 16°            | 16°            | 15°            | 13°            | 24°            | 20°            | 18°            | 22°            |
| Campionati dei Quattro continenti                                                                                          | 7°             | 7°             | R              |                |                |                | 7°             |                |                |
| GP NHK Trophy |                | 8°             | 8°             | 7°             | 7°             | 7°             | 5°             | 6°             | 6°             |
| GP Skate America |                | 9°             |                |                | 7°             |                |                | 5°             |                |
| Golden Spin | 4°             |                |                | 5°             |                |                |                |                |                |
| Nebelhorn Trophy |                |                |                |                |                | 4°             |                |                |                |
| NRW Trophy |                |                |                |                |                |                | 2°             |                |                |
| Toruń Cup |                |                |                |                |                |                | 2°             |                |                |
| Giochi asiatici invernali                                                                                                  |                |                |                |                | 2°             |                |                |                |                |
| Nazionali |                |                |                |                |                |                |                |                |                |
| Campionati giapponesi | 2°             | 1°             | 1°             | 1°             | 1°             | R              | 1°             | 1°             | 1°             |
| Eventi a squadre |                |                |                |                |                |                |                |                |                |
| Giochi olimpici invernali                                                                                                  |                |                |                |                |                |                |                | 5° S           |                |
| World Team Trophy |                |                |                |                |                |                | 3° S 4° P      |                | 3° S 6° P      |
| R = Ritirati S = Risultato della squadra; P = Risultato personale. Medaglie assegnate solo per il risultato della squadra. |                |                |                |                |                |                |                |                |                |